# Hospitalkirche (Neustadt)

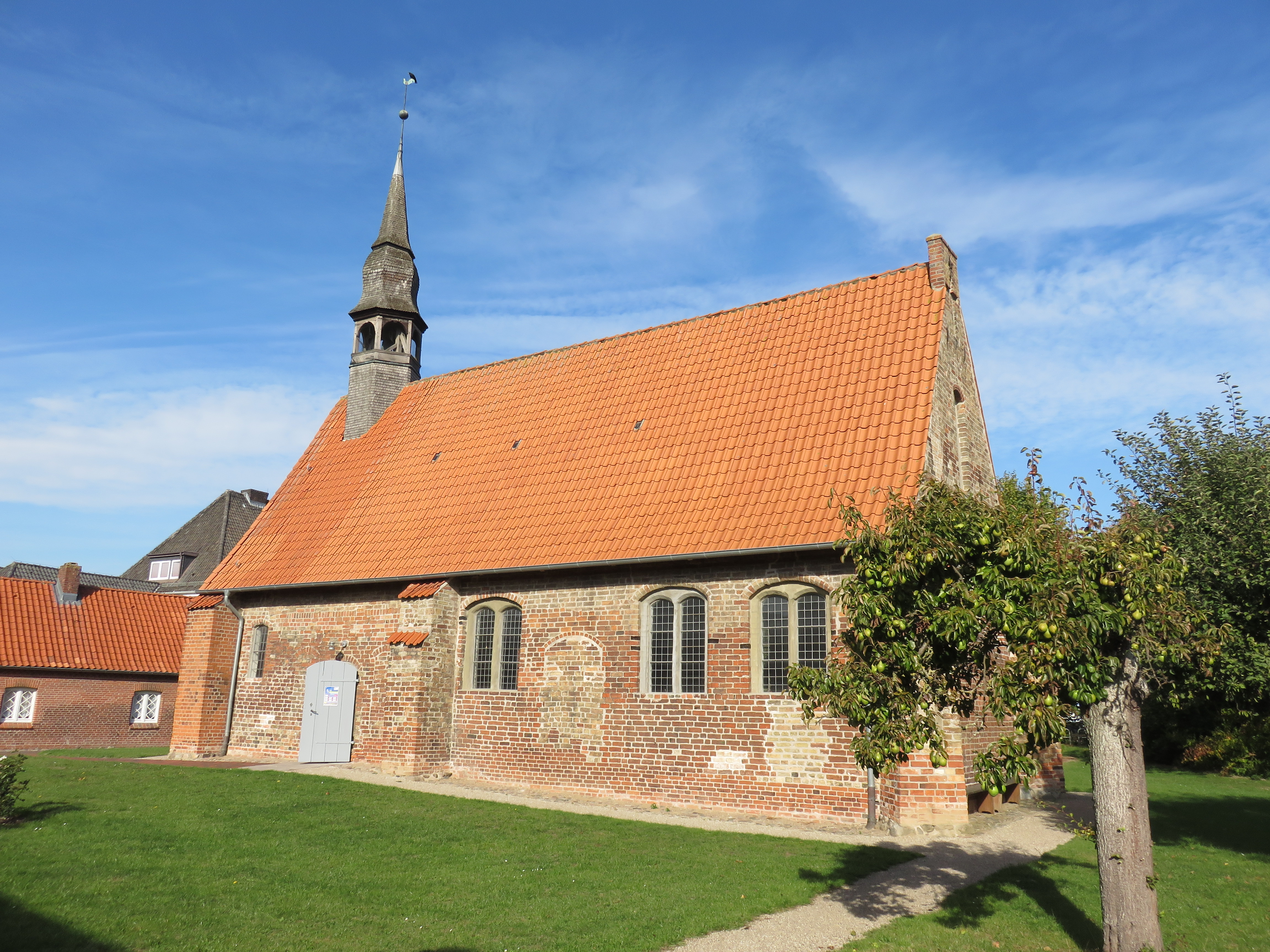
Hospitalkirche in Neustadt

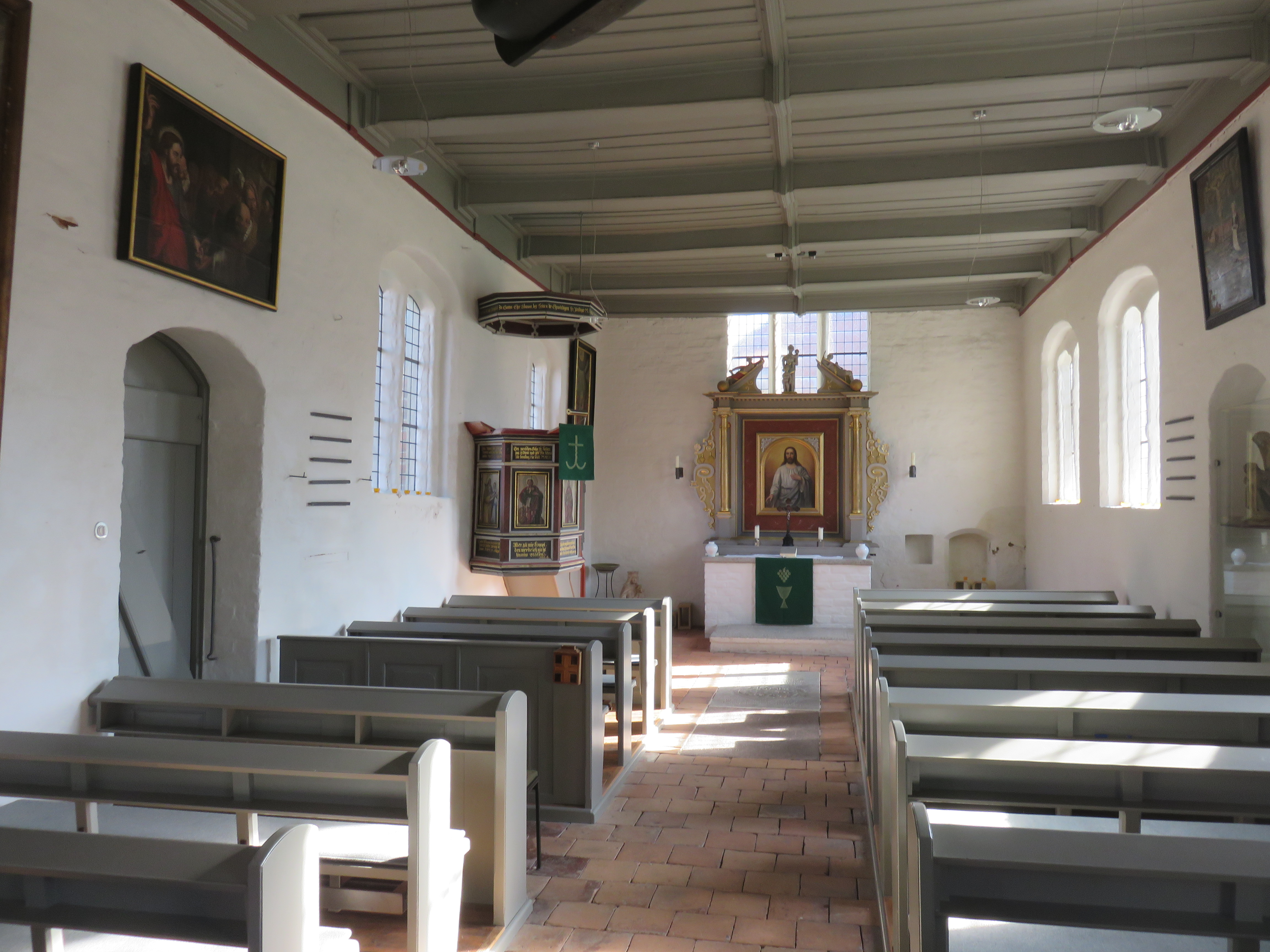
Innenansicht

Die Hospitalkirche ist ein geschütztes Kulturdenkmal mit der Objekt-ID 1990 im Denkmalschutzgesetz in Neustadt, einer Kleinstadt im Kreis Ostholstein in Schleswig-Holstein. Sie gehört zur Kirchengemeinde Neustadt in der Evangelisch-Lutherischen Kirche in Norddeutschland.

## Beschreibung
Die Saalkirche wurde 1408 aus Backsteinen erbaut. Sie wurde noch im Spätmittelalter erhöht und mit Strebepfeilern versehen. Aus ihrem Satteldach erhebt sich im Westen ein sechseckiger, offener Dachreiter, der mit Schindeln verkleidet ist.
Der Innenraum wurde längst mit einer Holzbalkendecke überspannt. Die Kirchenausstattung stammt aus dem 17. Jahrhundert. Zu ihr gehört ein Tafelbild, auf dem die Himmelfahrt Christi dargestellt ist.